# Museu do Oriente
Het Museu do Oriente is een museum voor Aziatische kunst in Lissabon, Portugal. Het museum bevindt zich in het Pedro Álvares Cabral-gebouw, voormalig een locatie met pakhuizen in de freguesia  Alcântara. In 2008 werd het museum officieel geopend. De permanente tentoonstelling bevat 1400 stukken die verwijzen naar de Portugese aanwezigheid in Azië, deze collectie bestaat onder andere uit Indonesisch textiel,  Japanse schermen, antieke snuifflesjes en kruisbeelden die in Azië werden geproduceerd voor export naar het westen. Daarnaast zijn er ongeveer 650 stukken te bewonderen uit de Kwok On collectie, waaronder maskers, kostuums en accessoires.